# ピアノ協奏曲第3番 (ラフマニノフ)
ピアノ協奏曲第3番ニ短調作品30は、ロシアの作曲家、セルゲイ・ラフマニノフが作曲した3番目のピアノ協奏曲である。1909年の夏に作曲され、同年11月にニューヨークで初演された。ピアノ協奏曲第2番と同様に、ラフマニノフの代表作のひとつであり、演奏者に課せられる技術的、音楽的要求の高さで有名な作品である。
演奏会で取り上げられる頻度やCDリリース数においても、第2番と同様、高い人気を誇っており、ピアノ協奏曲の分野における名曲の一つとの評価を得ている。

## 作曲の経緯
1909年の夏にタンボフ州イワノフカの別荘で、同年秋に予定していた第1回アメリカ演奏旅行のために作曲された。全曲の完成は同年9月23日のことだった。時間の制約からラフマニノフはこの作品をロシア内で練習することができず、アメリカ合衆国に向かう船の中に音の出ない鍵盤を持ち込んで練習を仕上げたという。同年11月にアメリカで初演された後、1910年にグートヘイリ社により出版され、作品はヨゼフ・ホフマンに献呈された。
後にラフマニノフはこの曲をカットして演奏するようになった。1939年から翌年にかけて行われた録音でも、カットした版で演奏している。かつては他のピアニストもこれに倣って一部をカットして演奏することが多かった。

## 演奏史

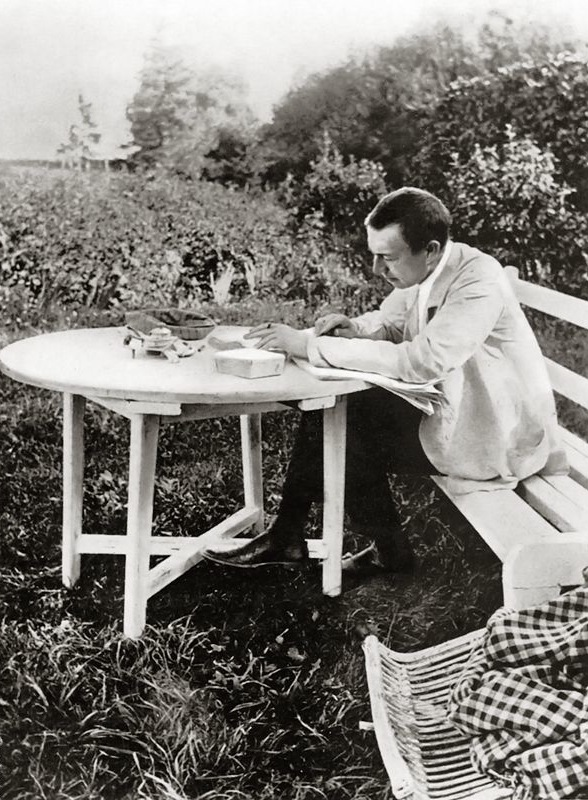
イワノフカでピアノ協奏曲第3番の作曲に取り組むラフマニノフ

### ニューヨークでの初演
初演は1909年11月28日に作曲者自身のピアノと、ウォルター・ダムロッシュ指揮ニューヨーク交響楽団との共演によりカーネギー・ホールにて行われた。さらに1910年1月16日にはグスタフ・マーラー指揮ニューヨーク・フィルハーモニックとの共演により二度目の演奏が行われた。リハーサルの際、当時スラヴ系の音楽の演奏・解釈に不慣れだった楽団員がざわついたために、マーラーが「静かにしなさい。この曲は傑作だ。」と言ってオーケストラをなだめ、この演奏の為に時間になっても団員を帰さず、完璧を目指して長時間の練習を続けた。そのマーラーの根気にラフマニノフも感銘を受け、後にオスカー・フォン・リーゼマンに「ニキシュと同列に扱うに値する指揮者はマーラーだけだ。」と語った。

### 初期の演奏
このアメリカでの演奏への評価は、その長さと技術的な困難さに留保をつけるものだった。この曲は当初は演奏するピアニストは多くなく、当作品を献呈されたヨゼフ・ホフマンも演奏することはなかったという。
そんな中でこの作品を「私の曲」と呼んで愛奏したのはウラディミール・ホロヴィッツである。アメリカ・デビューとなった1928年1月のコンサートの4日前にはラフマニノフと初対面を果たし、この作品を2台のピアノのための版で演奏した（ホロヴィッツがソロを弾き、ラフマニノフが伴奏パートを受け持った）。以後この二人のピアニストは親しく交流するようになった。1930年にはアルバート・コーツ指揮によるロンドン交響楽団との共演でこの曲の世界初録音を行った。ホロヴィッツはこれ以後もフリッツ・ライナー指揮によるRCAビクター交響楽団との共演（1951年）や、オーマンディ指揮によるニューヨーク・フィルハーモニックとの共演（1977年）など、この曲の録音をいくつか残している。
この曲を早い時期に演奏したもう一人のピアニストがヴァルター・ギーゼキングである。彼は後述の第1楽章の2種類のカデンツァの難しいほうのオッシアを弾いていた数少ないピアニストの一人である。ギーゼキングも1940年にウィレム・メンゲルベルク指揮によるアムステルダム・コンセルトヘボウ管弦楽団（現ロイヤル・コンセルトヘボウ管弦楽団）との共演でこの曲の録音を残している。
後年ラフマニノフはこの曲の演奏をホロヴィッツやギーゼキングなどより若い世代のピアニストに委ね、自分では演奏しなくなったという。ただし彼は1939年から翌1940年にかけてこの曲をユージン・オーマンディ指揮によるフィラデルフィア管弦楽団との共演で録音している（カデンツァはオリジナル版）。これは現代においてもCDとして入手可能で、決して音質的には良くないものの、ピアニストとして、そして作曲家としてのラフマニノフの片鱗に触れることの出来る貴重な録音である。
1943年にラフマニノフが亡くなった後には、ウィリアム・カペルやレフ・オボーリン、モーラ・リンパニー、エミール・ギレリス、ラザール・ベルマン、マルタ・アルゲリッチ、バイロン・ジャニスといったピアニストがこの曲を録音している。

### クライバーン以後
この曲がより広く演奏されるようになったのは、1958年に開催された第1回チャイコフスキー国際コンクールで、ピアノ部門で第1位となったヴァン・クライバーンが本選でこの曲を演奏したことがきっかけだった。クライバーンは本選で共演したキリル・コンドラシンを伴って凱旋帰国すると、コンドラシン指揮によるシンフォニー・オブ・ジ・エアーとの共演でこの曲をステレオ初録音した。このコンクールでのクライバーンの活躍により、この作品のみならずラフマニノフ作品全般はクラシック音楽のトレンドとなったといえる。
これ以後はウラディーミル・アシュケナージやエフゲニー・モギレフスキー、 アレクシス・ワイセンベルク、ラザール・ベルマン、マルタ・アルゲリッチ、ヴラジーミル・フェルツマン、エフゲニー・キーシン、ミハイル・プレトニョフ、小山実稚恵、ラン・ランなど、多くのピアニストによって演奏・録音されるようになった。特にアシュケナージはピアニストとしてこの作品を4度録音しており、自身ライナーノートを書いたり、2種類のカデンツァを弾き分けていることも特徴的である。

## 楽器編成
第2番と同様に2管編成が採られているが、スネアドラムが追加されている。
独奏ピアノと共に配置される管弦楽の編成内容を以下にて示す。なお、ティンパニ以外の打楽器は第2楽章の終盤と第3楽章に於いてのみ使用される。
| 木管 | 木管               | 金管 | 金管      | 打    | 打                    | 弦   | 弦 |
| ---- | ------------------ | ---- | --------- | ----- | --------------------- | ---- | -- |
| Fl.  | 2                  | Hr.  | 4（F管）  | Timp. | ●                     | Vn.1 | ●  |
| Ob.  | 2                  | Trp. | 2（B♭管） | 他    | B-Dr.1、Cym.1、S-Dr.1 | Vn.2 | ●  |
| Cl.  | 2（B♭管およびA管） | Trb. | 2、B-Tb.1 | 他    | B-Dr.1、Cym.1、S-Dr.1 | Va.  | ●  |
| Fg.  | 2                  | Tub. | 1         | 他    | B-Dr.1、Cym.1、S-Dr.1 | Vc.  | ●  |
| 他   |                    | 他   |           | 他    | B-Dr.1、Cym.1、S-Dr.1 | Cb.  | ●  |

## 作品構成
ピアノ協奏曲第3番は一般的な協奏曲の形式を採用し、全3楽章から構成される。一般的な演奏時間は39～41分程度となっている。
以下に表記する発想記号はDover社のスコアを参照とした。

### 第1楽章 Allegro ma non tanto
ニ短調、自由なソナタ形式。
静謐でロマン的な雰囲気の中に激情が秘められている。オーケストラによる短い序奏の後にピアノがオクターヴで奏する第1主題（右図参照）が全体を貫く共通主題となっており、全曲を統一する役割も持つ。通常の協奏曲における慣習とは異なり、展開部から再現部への移行部に第1主題の再現を兼ねたカデンツァが置かれている。ラフマニノフはこれを穏やかなもの（「オリジナル」もしくは「小カデンツァ」）と、重厚な和音を使った派手なもの（「オッシア」もしくは「大カデンツァ」。右参照）の2種類を用意しているが、難易度の高い後半部は共通であり巷間でいわれている難易度の差は無い。再現部の後、短いコーダが続いて静かに終わる。演奏時間は演奏者、採用するカデンツァによって様々だが、およそとして13～17分を要する。
尚、版によってはAllegro ma non troppoと速度指示表記されているものも存在する。

### 第2楽章 Intermezzo. Adagio
ニ短調〜嬰ヘ短調〜変ニ長調〜変ロ短調〜嬰ヘ短調〜ニ短調、三部形式と変奏曲の2つを合わせ持つ形式。「間奏曲」(Intermezzo) とあるが、それ以上の役割を果たす非常に神秘的な楽章である。
オーボエで提示される憂鬱だが美しい旋律を中心に、その他様々な重要な素材を扱って進む。中間部には第1楽章の第1主題が変形して現れるが、一度聴いただけでそれを判別することは難しい。ワルツ風のエピソードを経て冒頭の主題が再帰し、悲痛に高揚した後、激しい独奏とオーケストラによる色づけ (L'istesso Tempo) によって盛り上がり、アタッカによって休みなく第3楽章へ続く。約11～13分。

### 第3楽章 Finale. Alla breve

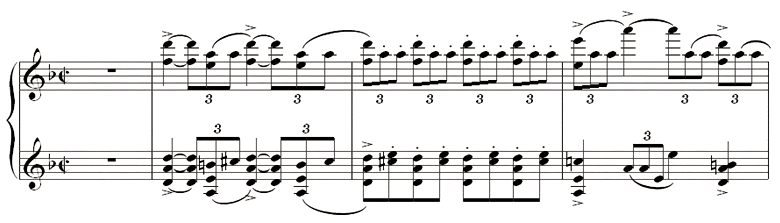
第3楽章の、ピアノ独奏により提示される第1主題冒頭部

ニ短調～ニ長調、それまでの抑制された雰囲気を振り払う、力強く決然とした楽章。自由なソナタ形式と言えるが、ラフマニノフ独自の形式である。
ピアノで提示される第1主題（ニ短調）は劇的で、ピアノ技巧をふんだんに盛り込んだもの。オーケストラによって確保された後、またもピアノによってト長調の抒情的な第2主題が提示され、更に展開部では第1楽章・第1主題を基にした楽想が現れる。静寂の後に独奏ピアノとオーケストラが融合したような凄まじい再現部(ただし調性変更あり)になる。再びの静寂の後、一気呵成にカデンツァに向かう経過句、ピアノのごく短い下降音型カデンツァを経て、ニ長調で美しく昇華された第2主題 (Vivacissimo) が続く。頂点を形成した後はコーダになり、テンポを上げて一気に盛り上がり (Piu vivo→Presto)、その頂点で派手な軍楽調の終止に全曲を閉じる。この賑やかな軍楽的な終結はラフマニノフの作品の典型的書法（交響曲第2番やピアノ協奏曲第2番）で、「ラフマニノフ終止」と呼ばれるものである。約13～15分。

## 使用例
デイヴィッド・ヘルフゴットの半生を描いた1996年公開の映画『シャイン』において、物語の重要な主題としてこの作品が使用された。